# Marne (Niemcy)
Marne – miasto w północnych Niemczech w kraju związkowym Szlezwik-Holsztyn, w powiecie Dithmarschen, siedziba Związku Gmin Marne-Nordsee..

## Współpraca
- Burg Stargard, Meklemburgia-Pomorze Przednie